# I liga urugwajska w piłce nożnej (1998)
- Mistrz Urugwaju 1998: Club Nacional de Football
- Wicemistrz Urugwaju 1998: CA Peñarol
- Copa Libertadores 1999: Club Nacional de Football (mistrz Urugwaju), CA Bella Vista (zwycięzca turnieju Liguilla Pre-Libertadores)
- Copa Mercosur 1999: Club Nacional de Football (mistrz Urugwaju), CA Peñarol (wicemistrz Urugwaju)
- Copa CONMEBOL 1999: Rentistas Montevideo (trzeci w Liguilla Pre-Libertadores)
- Spadek do drugiej ligi: Villa Española Montevideo, Montevideo Wanderers
- Awans z drugiej ligi: CA Cerro, Frontera Rivera, Deportivo Maldonado, Paysandú Bella Vista i Tacuarembó

Mistrzostwa Urugwaju w roku 1998 podzielone zostały na dwa turnieje - Apertura i Clausura. Mistrzowie obu turniejów mieli stoczyć bój o mistrzostwo Urugwaju, jednak tym razem ten sam klub wygrał oba turnieje i został mistrzem Urugwaju. Wicemistrzem kraju został klub, który zajął drugie miejsce w tabeli całorocznej. Na koniec sezonu rozegrany został turniej Liguilla Pre-Libertadores, który wyłonił klub, mający obok mistrza reprezentować Urugwaj w Copa Libertadores 1999, a także klub mający wystąpić w Copa CONMEBOL 1999. Przeprowadzono reformę ligi zwiększając ją z 12 do 15 klubów.

## Torneo Apertura 1998

### Apertura 1
| Mecze 14 marca i 15 marca 1998                                                                                         |
| --- |
| CA Peñarol - Defensor Sporting 0:2                                                                                     |
| Villa Española Montevideo - River Plate Montevideo 1:2                                                                 |
| Montevideo Wanderers - Rampla Juniors 1:2 z powodu nielegalnego gracza mecz zwryfikowany na walkower 4:2 dla Wanderers |
| Huracán Buceo Montevideo - CA Bella Vista 0:0                                                                          |
| Liverpool Montevideo - Rentistas Montevideo 0:0                                                                        |
| Club Nacional de Football - Danubio FC 7:1 mecz rozegrany został 8 kwietnia 1998                                       |

### Apertura 2
| Mecze 21 marca i 22 marca 1998                        |
| ----------------------------------------------------- |
| Danubio FC - CA Peñarol 0:1                           |
| Club Nacional de Football - Defensor Sporting 2:1     |
| Huracán Buceo Montevideo - River Plate Montevideo 1:1 |
| Liverpool Montevideo - Rampla Juniors 0:0             |
| Montevideo Wanderers - Rentistas Montevideo 3:1       |
| Villa Española Montevideo - CA Bella Vista 0:1        |

### Apertura 3
| Mecze 28 marca i 29 marca 1998                                          |
| ----------------------------------------------------------------------- |
| Club Nacional de Football - River Plate Montevideo 4:3                  |
| Huracán Buceo Montevideo - Danubio FC 1:3                               |
| Rampla Juniors - Defensor Sporting 1:1                                  |
| Villa Española Montevideo - Rentistas Montevideo 0:0                    |
| Montevideo Wanderers - CA Bella Vista 1:1                               |
| Liverpool Montevideo - CA Peñarol 1:5 mecz rozegrany został 2 maja 1998 |

### Apertura 4
| Mecze 4 kwietnia i 5 kwietnia 1998                                               |
| -------------------------------------------------------------------------------- |
| CA Peñarol - Huracán Buceo Montevideo 2:1                                        |
| Defensor Sporting - Liverpool Montevideo 2:1                                     |
| Danubio FC - River Plate Montevideo 1:2                                          |
| Villa Española Montevideo - Montevideo Wanderers 1:1                             |
| Rentistas Montevideo - CA Bella Vista 1:1                                        |
| Club Nacional de Football - Rampla Juniors 3:1 mecz rozegrany został 3 maja 1998 |

### Apertura 5
| Mecze 11 kwietnia i 12 kwietnia 1998                     |
| -------------------------------------------------------- |
| Montevideo Wanderers - Club Nacional de Football 2:3     |
| CA Peñarol - CA Bella Vista 0:1                          |
| Huracán Buceo Montevideo - Villa Española Montevideo 0:1 |
| Rampla Juniors - Rentistas Montevideo 1:1                |
| River Plate Montevideo - Defensor Sporting 1:3           |
| Liverpool Montevideo - Danubio FC 2:1                    |

### Apertura 6
| Mecze 18 kwietnia i 19 kwietnia 1998                 |
| ---------------------------------------------------- |
| Villa Española Montevideo - CA Peñarol 0:1           |
| Club Nacional de Football - Rentistas Montevideo 0:1 |
| Montevideo Wanderers - Huracán Buceo Montevideo 2:2  |
| CA Bella Vista - Rampla Juniors 0:2                  |
| River Plate Montevideo - Liverpool Montevideo 1:2    |
| Defensor Sporting - Danubio FC 1:3                   |

### Apertura 7
| Mecze 25 kwietnia i 26 kwietnia 1998                                                                               |
| --- |
| CA Bella Vista - Club Nacional de Football 1:0                                                                     |
| CA Peñarol - Montevideo Wanderers 2:1                                                                              |
| Rampla Juniors - River Plate Montevideo 0:4 mecz przerwany w 61 minucie przy stanie 0:1, dokończony 3 czerwca 1998 |
| Liverpool Montevideo - Huracán Buceo Montevideo 0:1                                                                |
| Rentistas Montevideo - Defensor Sporting 0:0                                                                       |
| Danubio FC - Villa Española Montevideo 2:1                                                                         |

### Apertura 8
| Data         | Mecz                                                      |
| ------------ | --------------------------------------------------------- |
| 10 maja 1998 | CA Peñarol - Rentistas Montevideo 3:2                     |
| 10 maja 1998 | Villa Española Montevideo - Club Nacional de Football 0:2 |
| 10 maja 1998 | Rampla Juniors - Danubio FC 1:0                           |
| 10 maja 1998 | Huracán Buceo Montevideo - Defensor Sporting 1:1          |
| 10 maja 1998 | River Plate Montevideo - CA Bella Vista 2:3               |
| 10 maja 1998 | Montevideo Wanderers - Liverpool Montevideo 0:0           |

### Apertura 9
| Data         | Mecz                                                 |
| ------------ | ---------------------------------------------------- |
| 13 maja 1998 | Huracán Buceo Montevideo - Rampla Juniors 1:1        |
| 16 maja 1998 | Rentistas Montevideo - River Plate Montevideo 1:1    |
| 17 maja 1998 | Club Nacional de Football - CA Peñarol 2:0           |
| 17 maja 1998 | Danubio FC - CA Bella Vista 0:0                      |
| 17 maja 1998 | Defensor Sporting - Montevideo Wanderers 1:0         |
| 17 maja 1998 | Liverpool Montevideo - Villa Española Montevideo 0:1 |

### Apertura 10
| Mecze 30 maja i 31 maja 1998                                                          |
| ------------------------------------------------------------------------------------- |
| Villa Española Montevideo - Rampla Juniors 2:0 mecz rozegrany został 6 maja 1998 roku |
| Club Nacional de Football - Liverpool Montevideo 2:0                                  |
| CA Peñarol - River Plate Montevideo 1:3                                               |
| Rentistas Montevideo - Huracán Buceo Montevideo 1:3                                   |
| Montevideo Wanderers - Danubio FC 0:0                                                 |
| CA Bella Vista - Defensor Sporting 1:0                                                |

### Apertura 11
| Mecze 6 czerwca i 7 czerwca 1998                         |
| -------------------------------------------------------- |
| CA Peñarol - Rampla Juniors 0:1                          |
| Defensor Sporting - Villa Española Montevideo 2:2        |
| River Plate Montevideo - Montevideo Wanderers 2:3        |
| CA Bella Vista - Liverpool Montevideo 1:1                |
| Danubio FC - Rentistas Montevideo 0:2                    |
| Huracán Buceo Montevideo - Club Nacional de Football 4:7 |

### Tabela końcowa Apertura 1998
| Poz | Klub                      | Mecze | Zw | Rem | Por | Pkt | BrZd | BrStr |
| --- | ------------------------- | ----- | -- | --- | --- | --- | ---- | ----- |
| 1   | Club Nacional de Football | 11    | 9  | 0   | 2   | 27  | 32   | 14    |
| 2   | CA Bella Vista            | 11    | 5  | 5   | 1   | 20  | 10   | 7     |
| 3   | CA Peñarol                | 11    | 6  | 0   | 5   | 18  | 15   | 14    |
| 4   | Defensor Sporting         | 11    | 4  | 4   | 3   | 16  | 14   | 12    |
| 5   | River Plate Montevideo    | 11    | 4  | 2   | 5   | 14  | 22   | 20    |
| 6   | Montevideo Wanderers      | 11    | 3  | 5   | 3   | 14  | 17   | 15    |
| 7   | Rampla Juniors            | 11    | 3  | 4   | 4   | 13  | 10   | 14    |
| 8   | Rentistas Montevideo      | 11    | 2  | 6   | 3   | 12  | 10   | 12    |
| 9   | Villa Española Montevideo | 11    | 3  | 3   | 5   | 12  | 9    | 11    |
| 10  | Huracán Buceo Montevideo  | 11    | 2  | 5   | 4   | 11  | 15   | 19    |
| 11  | Danubio FC                | 11    | 3  | 2   | 6   | 11  | 11   | 18    |
| 12  | Liverpool Montevideo      | 11    | 2  | 4   | 5   | 10  | 7    | 14    |

## Torneo Clausura 1998

### Clausura 1
| Data            | Mecz                                                   |
| --------------- | ------------------------------------------------------ |
| 1 sierpnia 1998 | Defensor Sporting - CA Peñarol 1:1                     |
| 2 sierpnia 1998 | Danubio FC - Club Nacional de Football 0:1             |
| 2 sierpnia 1998 | CA Bella Vista - Huracán Buceo Montevideo 1:0          |
| 2 sierpnia 1998 | River Plate Montevideo - Villa Española Montevideo 4:2 |
| 2 sierpnia 1998 | Rampla Juniors - Montevideo Wanderers 1:0              |
| 2 sierpnia 1998 | Rentistas Montevideo - Liverpool Montevideo 1:1        |

### Clausura 2
| Data            | Mecz                                                  |
| --------------- | ----------------------------------------------------- |
| 8 sierpnia 1998 | CA Peñarol - Danubio FC 2:1                           |
| 8 sierpnia 1998 | River Plate Montevideo - Huracán Buceo Montevideo 1:2 |
| 9 sierpnia 1998 | Defensor Sporting - Club Nacional de Football 2:1     |
| 9 sierpnia 1998 | CA Bella Vista - Villa Española Montevideo 0:0        |
| 9 sierpnia 1998 | Rampla Juniors - Liverpool Montevideo 2:0             |
| 9 sierpnia 1998 | Rentistas Montevideo - Montevideo Wanderers 1:0       |

### Clausura 3
| Data             | Mecz                                                   |
| ---------------- | ------------------------------------------------------ |
| 15 sierpnia 1998 | River Plate Montevideo - Club Nacional de Football 0:1 |
| 16 sierpnia 1998 | CA Peñarol - Liverpool Montevideo 3:1                  |
| 16 sierpnia 1998 | CA Bella Vista - Montevideo Wanderers 4:1              |
| 16 sierpnia 1998 | Defensor Sporting - Rampla Juniors 2:2                 |
| 16 sierpnia 1998 | Danubio FC - Huracán Buceo Montevideo 2:2              |
| 16 sierpnia 1998 | Rentistas Montevideo - Villa Española Montevideo 1:0   |

### Clausura 4
| Data             | Mecz                                                 |
| ---------------- | ---------------------------------------------------- |
| 23 sierpnia 1998 | Rampla Juniors - Club Nacional de Football 1:2       |
| 23 sierpnia 1998 | CA Bella Vista - Rentistas Montevideo 0:0            |
| 23 sierpnia 1998 | River Plate Montevideo - Danubio FC 2:2              |
| 23 sierpnia 1998 | Liverpool Montevideo - Defensor Sporting 2:0         |
| 23 sierpnia 1998 | Montevideo Wanderers - Villa Española Montevideo 3:3 |
| 25 sierpnia 1998 | Huracán Buceo Montevideo - CA Peñarol 2:4            |

### Clausura 5
| Data             | Mecz                                                     |
| ---------------- | -------------------------------------------------------- |
| 29 sierpnia 1998 | Club Nacional de Football - Montevideo Wanderers 4:1     |
| 30 sierpnia 1998 | CA Bella Vista - CA Peñarol 3:4                          |
| 30 sierpnia 1998 | Villa Española Montevideo - Huracán Buceo Montevideo 3:1 |
| 30 sierpnia 1998 | Rentistas Montevideo - Rampla Juniors 3:0                |
| 30 sierpnia 1998 | Danubio FC - Liverpool Montevideo 1:0                    |
| 30 sierpnia 1998 | Defensor Sporting - River Plate Montevideo 1:1           |

### Clausura 6
| Data            | Mecz                                                 |
| --------------- | ---------------------------------------------------- |
| 6 września 1998 | CA Peñarol - Villa Española Montevideo 0:3           |
| 7 września 1998 | Club Nacional de Football - Rentistas Montevideo 0:1 |
| 7 września 1998 | Rampla Juniors - CA Bella Vista 1:3                  |
| 7 września 1998 | Huracán Buceo Montevideo - Montevideo Wanderers 1:0  |
| 7 września 1998 | Danubio FC - Defensor Sporting 0:0                   |
| 7 września 1998 | Liverpool Montevideo - River Plate Montevideo 0:3    |

### Clausura 7
| Data             | Mecz                                                |
| ---------------- | --------------------------------------------------- |
| 12 września 1998 | CA Bella Vista - Club Nacional de Football 1:1      |
| 13 września 1998 | Defensor Sporting - Rentistas Montevideo 0:0        |
| 13 września 1998 | Villa Española Montevideo - Danubio FC 0:0          |
| 13 września 1998 | River Plate Montevideo - Rampla Juniors 2:0         |
| 13 września 1998 | Huracán Buceo Montevideo - Liverpool Montevideo 0:2 |
| 13 września 1998 | Montevideo Wanderers - CA Peñarol 1:2               |

### Clausura 8
| Data             | Mecz                                                      |
| ---------------- | --------------------------------------------------------- |
| 19 września 1998 | CA Peñarol - Rentistas Montevideo 0:1                     |
| 19 września 1998 | Danubio FC - Rampla Juniors 1:0                           |
| 19 września 1998 | CA Bella Vista - River Plate Montevideo 1:1               |
| 19 września 1998 | Defensor Sporting - Huracán Buceo Montevideo 0:2          |
| 19 września 1998 | Liverpool Montevideo - Montevideo Wanderers 0:0           |
| 19 września 1998 | Club Nacional de Football - Villa Española Montevideo 3:0 |

### Clausura 9
| Data             | Mecz                                                 |
| ---------------- | ---------------------------------------------------- |
| 27 września 1998 | CA Peñarol - Club Nacional de Football 2:4           |
| 27 września 1998 | Rentistas Montevideo - River Plate Montevideo 0:0    |
| 27 września 1998 | Rampla Juniors - Huracán Buceo Montevideo 0:0        |
| 27 września 1998 | Villa Española Montevideo - Liverpool Montevideo 0:0 |
| 27 września 1998 | CA Bella Vista - Danubio FC 0:1                      |
| 27 września 1998 | Montevideo Wanderers - Defensor Sporting 2:2         |

### Clausura 10
| Data                 | Mecz                                                 |
| -------------------- | ---------------------------------------------------- |
| 10 października 1998 | Club Nacional de Football - Liverpool Montevideo 0:0 |
| 11 października 1998 | River Plate Montevideo - CA Peñarol 3:2              |
| 11 października 1998 | Danubio FC - Montevideo Wanderers 2:0                |
| 11 października 1998 | Rentistas Montevideo - Huracán Buceo Montevideo 1:0  |
| 11 października 1998 | Rampla Juniors - Villa Española Montevideo 3:0       |
| 11 października 1998 | Defensor Sporting - CA Bella Vista 1:1               |

### Clausura 11
| Data                 | Mecz                                                     |
| -------------------- | -------------------------------------------------------- |
| 17 października 1998 | CA Peñarol - Rampla Juniors 5:0                          |
| 18 października 1998 | Club Nacional de Football - Huracán Buceo Montevideo 2:0 |
| 18 października 1998 | Montevideo Wanderers - River Plate Montevideo 0:4        |
| 18 października 1998 | Defensor Sporting - Villa Española Montevideo 3:2        |
| 18 października 1998 | Rentistas Montevideo - Danubio FC 0:2                    |
| 18 października 1998 | Liverpool Montevideo - CA Bella Vista 0:0                |

### Tabela końcowa Clausura 1998
| Poz | Klub                      | Mecze | Zw | Rem | Por | Pkt | BrZd | BrStr |
| --- | ------------------------- | ----- | -- | --- | --- | --- | ---- | ----- |
| 1   | Club Nacional de Football | 11    | 7  | 2   | 2   | 23  | 19   | 8     |
| 2   | Rentistas Montevideo      | 11    | 6  | 4   | 1   | 22  | 9    | 3     |
| 3   | River Plate Montevideo    | 11    | 5  | 4   | 2   | 19  | 21   | 11    |
| 4   | CA Peñarol                | 11    | 6  | 1   | 4   | 19  | 25   | 20    |
| 5   | Danubio FC                | 11    | 5  | 4   | 2   | 19  | 12   | 7     |
| 6   | CA Bella Vista            | 11    | 3  | 6   | 2   | 15  | 14   | 10    |
| 7   | Defensor Sporting         | 11    | 2  | 7   | 2   | 13  | 12   | 14    |
| 8   | Liverpool Montevideo      | 11    | 2  | 5   | 4   | 11  | 6    | 10    |
| 9   | Huracán Buceo Montevideo  | 11    | 3  | 2   | 6   | 11  | 10   | 16    |
| 10  | Rampla Juniors            | 11    | 3  | 2   | 6   | 11  | 10   | 18    |
| 11  | Villa Española Montevideo | 11    | 2  | 4   | 5   | 10  | 13   | 18    |
| 12  | Montevideo Wanderers      | 11    | 0  | 3   | 8   | 3   | 8    | 24    |

## Campeonato Uruguay 1998
O mistrzostwo kraju mogli ubiegać się w sezonie 1998 zwycięzca turnieju Apertura i zwycięzca turnieju Clausura. W tym sezonie mistrzem Urugwaju został zwycięzca obu tych turniejów Club Nacional de Football. O dalszej kolejności decydowała tabela całoroczna (czyli drugi w tej tabeli CA Peñarol został wicemistrzem Urugwaju).

## Tabela całoroczna 1998
| Poz | Klub                      | Mecze | Zw | Rem | Por | Pkt | BrZd | BrStr |
| --- | ------------------------- | ----- | -- | --- | --- | --- | ---- | ----- |
| 1   | Club Nacional de Football | 22    | 16 | 2   | 4   | 50  | 51   | 22    |
| 2   | CA Peñarol                | 22    | 12 | 1   | 9   | 37  | 40   | 34    |
| 3   | CA Bella Vista            | 22    | 8  | 11  | 3   | 35  | 24   | 17    |
| 4   | Rentistas Montevideo      | 22    | 8  | 10  | 4   | 34  | 19   | 15    |
| 5   | River Plate Montevideo    | 22    | 9  | 6   | 7   | 33  | 43   | 31    |
| 6   | Danubio FC                | 22    | 8  | 6   | 8   | 30  | 23   | 25    |
| 7   | Defensor Sporting         | 22    | 6  | 11  | 5   | 29  | 26   | 26    |
| 8   | Rampla Juniors            | 22    | 6  | 6   | 10  | 24  | 20   | 32    |
| 9   | Villa Española Montevideo | 22    | 5  | 7   | 10  | 22  | 22   | 29    |
| 10  | Huracán Buceo Montevideo  | 22    | 5  | 7   | 10  | 22  | 25   | 35    |
| 11  | Liverpool Montevideo      | 22    | 4  | 9   | 9   | 21  | 13   | 24    |
| 12  | Montevideo Wanderers      | 22    | 3  | 8   | 11  | 17  | 25   | 39    |

### Klasyfikacja strzelców 1998
| Gole | Piłkarz               | Klub                      |
| ---- | --------------------- | ------------------------- |
| 13   | Martín Rodríguez Alba | River Plate Montevideo    |
| 13   | Rubén Sosa            | Club Nacional de Football |
| 10   | Diego Alonso          | CA Bella Vista            |
| 9    | Milton Núñez          | Club Nacional de Football |

## Tabela spadkowa 1998
Klubom, które rozegrały dotąd jeden sezon w lidze liczbę punktów zdobytych w 1998 roku pomnożono przez 3, a klubom, które rozegrały 2 sezony - przez 1.5.
| Poz | Klub                      | 1996+1997 | 1998 | Razem |
| --- | ------------------------- | --------- | ---- | ----- |
| 1   | Club Nacional de Football | 86        | 50   | 136   |
| 2   | CA Peñarol                | 82        | 37   | 119   |
| 3   | Defensor Sporting         | 83        | 29   | 112   |
| 4   | CA Bella Vista            | 0         | 35   | 105   |
| 5   | River Plate Montevideo    | 65        | 33   | 98    |
| 6   | Huracán Buceo Montevideo  | 64        | 22   | 86    |
| 7   | Rentistas Montevideo      | 33        | 34   | 84    |
| 8   | Danubio FC                | 53        | 30   | 83    |
| 9   | Liverpool Montevideo      | 59        | 21   | 80    |
| 10  | Rampla Juniors            | 55        | 24   | 79    |
| 11  | Villa Española Montevideo | 0         | 22   | 66    |
| 12  | Montevideo Wanderers      | 49        | 17   | 66    |

Baraż o utrzymanie się w pierwszej lidze
| Data              | Mecz |
| ----------------- | --- |
| 14 listopada 1998 | Deportivo Maldonado - Rampla Juniors 2:3 Pablo Cuello, Mario Barceló - Fernando Fajardo (2), Dardo Pereira                                             |
| 18 listopada 1998 | Rampla Juniors - Deportivo Maldonado 1:3 Gustavo Matosas - Mario Barceló, Milton César Cortés, Marcos Affonso                                          |
| 21 listopada 1998 | Rampla Juniors - Deportivo Maldonado 1:1, karne 6:5 Raphael Aguerre - Mario Barceló mecz rozegrany został a Montevideo na stadionie Estadio Centenario |

O awansie i spadku decydowała różnica punktów. Rampla Juniors utrzymał się w pierwszej lidze. Do drugiej ligi spadły dwa ostatnie kluby w tabeli spadkowej Villa Española Montevideo i Montevideo Wanderers.
W związku z reformą ligi i powiększeniem jej z 12 do 15 klubów awans do pierwszej ligi uzyskało pięciu drugoligowców: CA Cerro, Frontera Rivera, Deportivo Maldonado, Paysandú Bella Vista i Tacuarembó.

## Liguilla Pre-Libertadores 1998

### Kolejka 1
| Data             | Mecz                                                                                        |
| ---------------- | ------------------------------------------------------------------------------------------- |
| 5 listopada 1998 | River Plate Montevideo - CA Bella Vista 0:2 Diego Martín Alonso 46, Guillermo Giacomazzi 87 |
| 5 listopada 1998 | Rentistas Montevideo - CA Peñarol 0:1 José María Franco 30                                  |

### Kolejka 2
| Data              | Mecz                                                             |
| ----------------- | ---------------------------------------------------------------- |
| 10 listopada 1998 | CA Bella Vista - Rentistas Montevideo 1:0 Diego Martín Alonso 79 |
| 10 listopada 1998 | CA Peñarol - River Plate Montevideo 2:0 Ignácio Borjas 29, 47    |

### Kolejka 3
| Data              | Mecz                                                                                          |
| ----------------- | --------------------------------------------------------------------------------------------- |
| 20 listopada 1998 | Rentistas Montevideo - River Plate Montevideo 3:1 Luis Cor(2), Marcelo Suárez - Heberley Sosa |
| 20 listopada 1998 | CA Peñarol - CA Bella Vista 1:1 José Enrique "Caballo" de los Santos 90 - Jorge Casanova      |

### Tabela końcowa Liguilla Pre-Libertadores
| Poz | Klub                   | Mecze | Zw | Rem | Por | Pkt | BrZd | BrStr |
| --- | ---------------------- | ----- | -- | --- | --- | --- | ---- | ----- |
| 1   | CA Bella Vista         | 3     | 2  | 1   | 0   | 7   | 4    | 1     |
| 2   | CA Peñarol             | 3     | 2  | 1   | 0   | 7   | 4    | 1     |
| 3   | Rentistas Montevideo   | 3     | 1  | 0   | 2   | 3   | 3    | 3     |
| 4   | River Plate Montevideo | 3     | 0  | 0   | 3   | 0   | 1    | 7     |

Baraż wobec równej liczby punktów
| Data              | Mecz                                                   |
| ----------------- | ------------------------------------------------------ |
| 24 listopada 1998 | CA Bella Vista - CA Peñarol 1:0 Lionel Philipauskas 66 |

Do Copa Libertadores 1999 obok mistrza Urugwaju Club Nacional de Football zakwalifikował się zwycięzca turnieju Liguilla Pre-Libertadores klub CA Bella Vista. Ponieważ CA Peñarol jako wicemistrz Urugwaju miał zapewniony udział w Copa Mercosur 1999, do Copa CONMEBOL 1999 zakwalifikował się trzeci klub z Liguilla Pre-Libertadores Rentistas Montevideo.